# Sellano
Sellano is een gemeente in de Italiaanse provincie Perugia (regio Umbrië) en telt 1194 inwoners (31-12-2004). De oppervlakte bedraagt 85,7 km², de bevolkingsdichtheid is 14 inwoners per km².

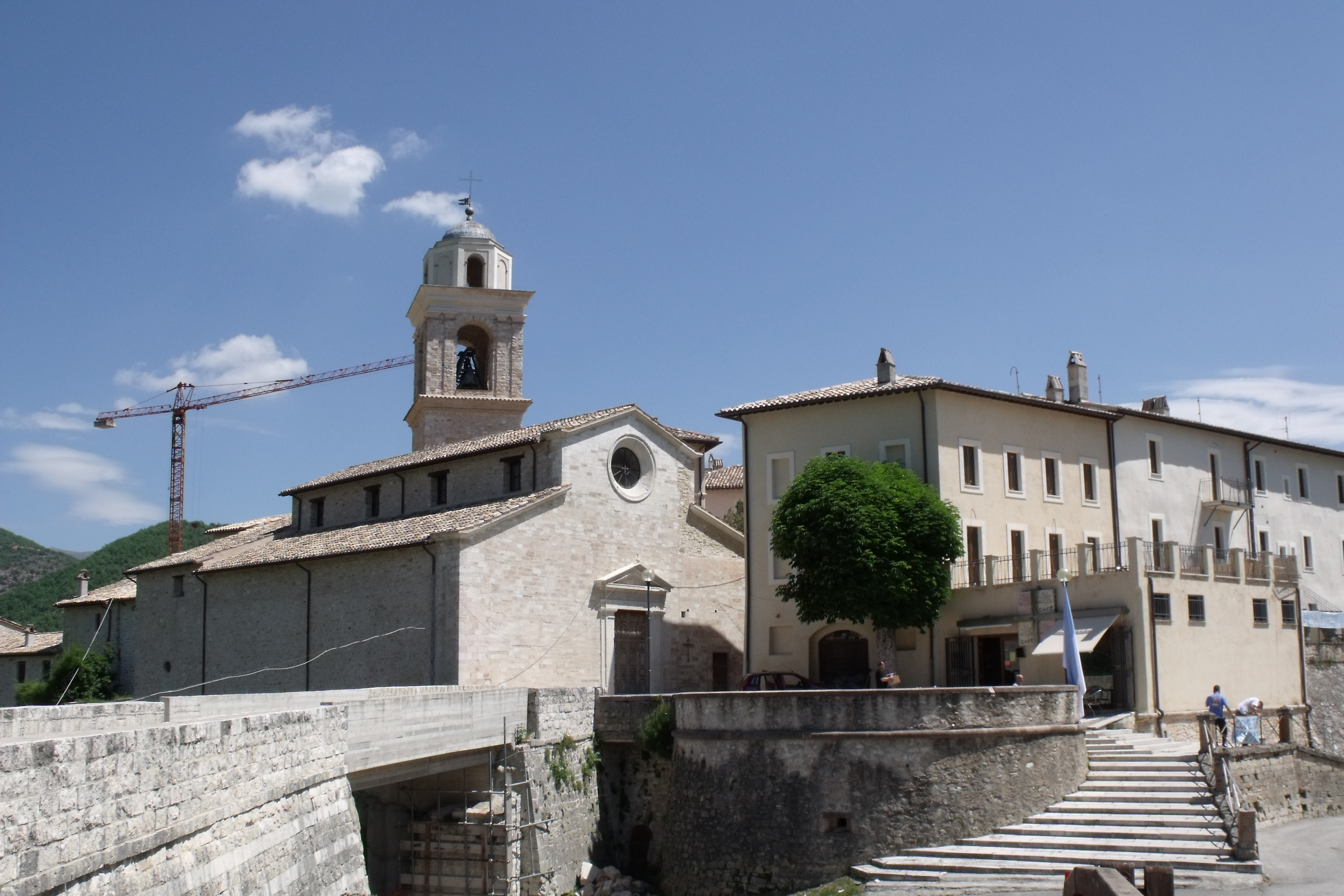
Kerk van Santa Maria Assunta, Sellano
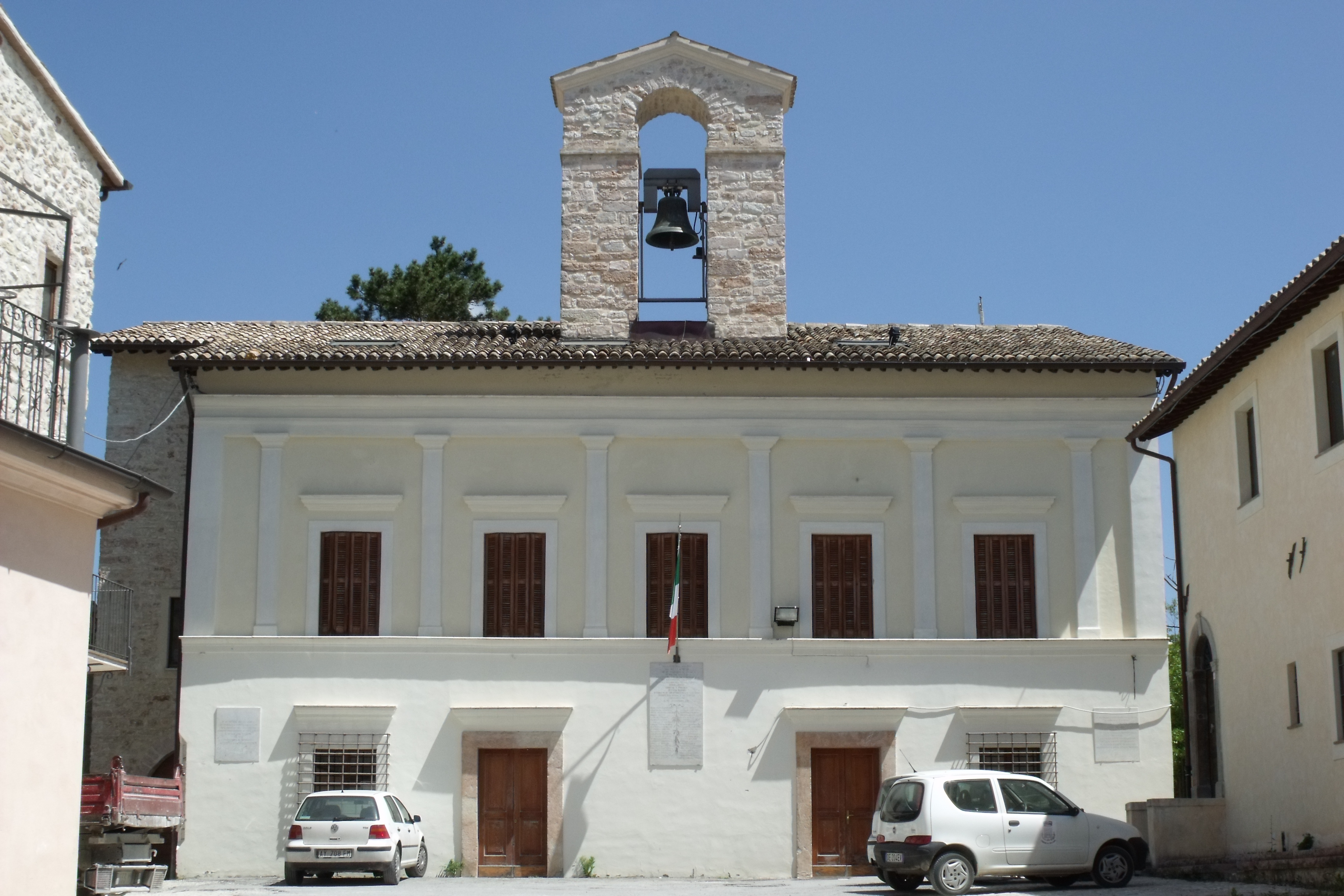
Gemeentehuis
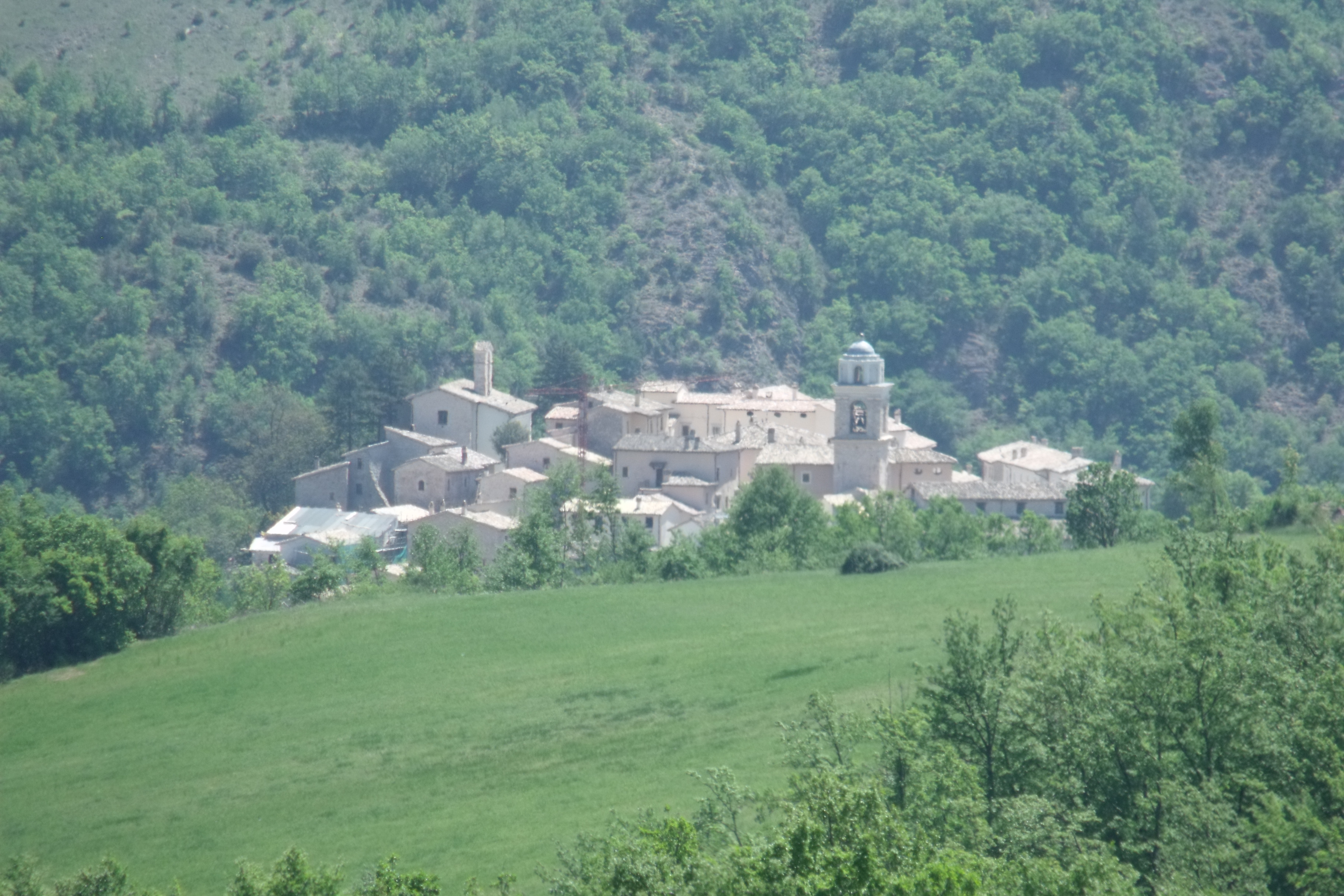
Sellano

## Demografie
Sellano telt ongeveer 520 huishoudens. Het aantal inwoners daalde in de periode 1991-2001 met 9,6% volgens cijfers uit de tienjaarlijkse volkstellingen van ISTAT.
| Jaar | Inwoneraantal |
| ---- | ------------- |
| 1991 | 1337          |
| 2001 | 1208          |

## Geografie
De gemeente ligt op ongeveer 640 m boven zeeniveau.
Sellano grenst aan de volgende gemeenten: Campello sul Clitunno, Cerreto di Spoleto, Foligno, Trevi, Visso (MC).